# Маклеон, Нэнси
Нэнси Маклеон Феррер (исп. Nancy McLeón Ferrer; род. 1 мая 1971, Банес, Ольгин) — кубинская легкоатлетка, специалистка по бегу на короткие дистанции. Выступала за сборную Кубы по лёгкой атлетике в 1988—1997 годах, обладательница бронзовой медали Игр доброй воли, чемпионка Панамериканских игр, двукратная чемпионка Игр Центральной Америки и Карибского бассейна, серебряная и бронзовая призёрка Всемирной Универсиады, участница летних Олимпийских игр в Барселоне.

## Биография
Нэнси Маклеон родилась 1 мая 1971 года в муниципалитете Банес провинции Ольгин на Кубе.
Первого серьёзного успеха на международном уровне добилась в сезоне 1988 года, когда вошла в состав кубинской сборной и выступила на юношеском первенстве Центральной Америки и Карибского бассейна в Нассау, где превзошла всех соперниц в беге на 400 метров. Позднее стартовала в 400-метровой дисциплине и в эстафете 4 × 400 метров на юниорском мировом первенстве в Садбери.
Будучи студенткой, в 1989 году представляла Кубу на Всемирной Универсиаде в Дуйсбурге — на дистанции 400 метров была дисквалифицирована, тогда как в эстафете 4 × 400 метров вместе с соотечественницами заняла итоговое четвёртое место.
В 1990 году на домашнем юношеском первенстве Центральной Америки и Карибского бассейна в Гаване одержала победу в беге на 400 метров и в эстафете 4 × 400 метров. На юниорском мировом первенстве в Пловдиве в тех же дисциплинах стала шестой и третьей соответственно. На Играх Центральной Америки и Карибского бассейна в Мехико завоевала бронзовую и золотую награды.
В 1991 году на домашних Панамериканских играх в Гаване была восьмой в беге на 400 метров и второй в эстафете 4 × 400 метров. На чемпионате мира в Токио в тех же дисциплинах остановилась на стадиях четвертьфинала и полуфинала соответственно.
Благодаря череде успешных выступлений в 1992 году удостоилась права защищать честь страны на летних Олимпийских играх в Барселоне, бежала эстафету 4 × 400 метров, однако уже на предварительном квалификационном этапе их команда была дисквалифицирована.
В 1993 году на Всемирной Универсиаде в Буффало выиграла бронзовую медаль в беге на 400 метров и серебряную медаль в эстафете 4 × 400 метров. На Играх Центральной Америки и Карибского бассейна в Понсе взяла бронзу и золото.
В 1994 году в эстафете 4 × 400 метров стала третьей на Играх доброй воли в Санкт-Петербурге и на Кубке мира в Лондоне.
На Панамериканских играх 1995 года в Мар-дель-Плате выиграла серебряную медаль в беге на 400 метров и золотую медаль в эстафете 4 × 400 метров. Принимала участие в чемпионате мира в Гётеборге — в 400-метровой дисциплине дошла до полуфинала, в то время как в эстафете 4 × 400 метров показала в финале седьмой результат.
В 1996 году в дисциплине 400 метров финишировала пятой на иберо-американском чемпионате в Медельине.
В 1997 году среди прочего отметилась выступлением на Всемирной Универсиаде в Катании, где выиграла серебряную медаль в программе эстафеты 4 × 400 метров. По окончании сезона завершила спортивную карьеру.